# إميلي كوكس
إميلي كوكس (بالإنجليزية: Emily Cox)‏ (و. 1985 – م) هي ممثلة، من المملكة المتحدة، ولدت في فيينا.

## وصلات خارجية
- إميلي كوكس على موقع IMDb (الإنجليزية)
- إميلي كوكس على موقع قاعدة بيانات الأفلام العربية
- إميلي كوكس على موقع ألو سيني (الفرنسية)
- إميلي كوكس على موقع أول موفي (الإنجليزية)
- إميلي كوكس على موقع قاعدة بيانات الفيلم (الإنجليزية)
- إميلي كوكس على موقع كينوبويسك (الروسية)